# Krasnodębscy herbu Krzywda
Krasnodębscy – szlachecki ród herbu Krzywda. W Królestwie Kongresowym część rodu pieczętowała się herbem Pobóg odmiana Krasnodębski.

## Historia
Krasnodębscy to ród szlachecki osiadły pod koniec XV wieku w Ziemi Drohickiej w okolicach Sokołowa Podlaskiego. Prawdopodobnie wywodzi się z Ziemi Łęczyckiej, gdzie do dzisiaj w województwie łódzkim, powiecie zgierskim w gminie Aleksandrów Łódzki istnieją dwie blisko siebie leżące wsie o tej nazwie: Stare Krasnodęby i Nowe Krasnodęby. Przybywszy do Ziemi Drohickiej, Krasnodębscy założyli trzy gniazdowe osady: Krasnodęby-Rafały, Krasnodęby-Sypytki i Krasnodęby-Kasmy. Legenda rodowa mówi o trzech braciach założycielach, którzy dali początek dzisiejszym wsiom gniazdowym i poszczególnym liniom rodu: Rafale z Krasnodębów-Rafałów, Spytku z Krasnodębów-Sypytek (Sipitki) i Kosmie z Krasnodębów-Kasm (Kosm). Jako czwartą linię rodową wymienia A. Włodarski w opracowaniu Krasnodębscy Herbu Krzywda linie Krasnodębskich na Remiszewie Małym.
Najstarsze pisane źródła dziejowe z Popisu wojennego ziemian Ziemi Drohickiej podają, że w roku 1528 dziedzice z Krasnodubów (Krasnodębów, Krasnodąb) wystawili 5 koni z rycerzami i pachołkami.
14 maja 1569 roku, w przededniu podpisania unii lubelskiej niżej wymienieni Krasnodębscy, w grodzie drohickim, złożyli przysięgę na wierność Koronie Polskiej:
- Krasnodęby: szlachetny Jan Krasnodębski komornik ziemski drogicki, szl. Grzegorz brat jego, dziedzicowie z Krasnodąb Kasm.
- Krasnodęby Sipitki: szl. Jan Krasnodębski syn Wojciechow, szl. Sebastjan s. Maciejow, szl. Walenty s. Maciejow, szl. Kasper s. Maciejow, szl. Serafin s. Maciejow, szl. Mikołaj s. Maciejow, dziedzicowie z Krasnodąb Sipitkow. Kasmy : szlachetny Lenart woźny ziemski drogicki, s. Mikołajow, szl. Walenty s. Pawłow, szl. Kasper s. Pawłow, szl. Bartosz s. Maciejow, szl. Mikołaj s. Maciejow, szl. Andrzej s. Maciejow, dziedzicowie z Kasm.
- Kasmy Krasnodęby: szlachetny Jan syn Stanisławow Sadło, szl. Piotr woźny ziemski, szl. Jakub Krasnodębski, szl. Paweł s. Marcinow, szl. Jan s. Marcinow, szl. Kasper s. Janow, dziedzice, szl. Paweł s. Michałow, szl. Jozef s. Michałow, szl. Andrzej s. Mikołajow, szl. Jan s. Mikołajow, szl. Grzegorz s. Mikołajow, szl. Bartosz s. Szymonow, dziedzicowie z Kasm Krasnodąb.

## Wykaz urzędów sprawowanych przez Krasnodębskich w dawnej Rzeczypospolitej[3]
- Grzegorz Jerzy Krasnodębski – starosta drohicki w 1646 r.
- Paweł Krasnodębski – łowczy drohicki w 1658 r.
- Samuel Krasnodębski – pisarz ziemski drohicki w 1673 r.; od 1693 r. podkomorzy drohicki.
- Jan Franciszek Krasnodębski – skarbnik drohicki w 1694 r.
- Bartłomiej Kazimierz Krasnodębski – wojski drohicki w 1698 r., wcześniej skarbnik podlaski i podstarości drohicki w 1686 r.
- Jan Krasnodębski – podstoli podlaski w 1708 r.
- Kazimierz Władysław Krasnodębski – sędzia drohicki w 1713 r., wcześniej podstoli podlaski.
- Jan Krasnodębski – skarbnik drohicki w 1736 r.
- Konstanty Krasnodębski – miecznik drohicki w 1752 r.
- Jan Stanisław Krasnodębski – łowczy podlaski w 1792 r.
- Ignacy Jan Krasnodębski – łowczy drohicki w 1785 r.

## Krasnodębscy herbu Pobóg odmiana Krasnodębski
W XVIII wieku polski genealog i heraldyk Kasper Niesiecki opublikował swój herbarz Korona Polska, w którym mylnie przypisał Krasnodębskim herb Pobóg odmienny zamiast właściwego herbu Krzywda. O pomyłkę było łatwo, gdyż obydwa herby posiadają w znakach podkowę i półtora krzyża. Pomyłkę Niesieckiego powtórzyli członkowie Heroldii Królestwa Polskiego, legitymując przedstawicieli rodu herbem Pobóg odmiana Krasnodębski. Heroldia za podstawę uznania herbu brała herbarz Niesieckiego. Za Niesieckim i Heroldią błąd ten powtórzyli następnie twórcy herbarzy, tacy jak Adam Boniecki i Seweryn hrabia Uruski. Pierwszy pomyłkę herbową dostrzegł i wyjaśnił kustosz Archiwum Głównego Akt Dawnych Aleksander Włodarski podczas prac nad uzupełnieniem herbarza Uruskiego. Na dowód przedstawił Włodarski dwa dokumenty:
- wywód szlachecki z 1688 r., kiedy Maciej i Tomasz Krasnodębscy, synowie Adama, dziedzica z Krasnodębów-Rafałów, po uczynionym zarzucie gminnego pochodzenia, oczyścili się przed Trybunałem Lubelskim i dowiedli dokumentami i zeznaniami pod przysięgą świadków, że są starożytną szlachtą, pochodzącą z ziemi drohickiej, i pieczętują się herbem Krzywda,
- dokument z roku 1792 o zwrocie pożyczki zastawnej na dobrach Jabłonna Lacka przez Józefa Krasnodębskiego i jego syna Jana Stanisława, posła na Sejm Czteroletni, Łukaszowi Turskiemu, gdzie obydwaj Krasnodębscy pieczętują się herbem Krzywda.

Herbem Pobóg w Królestwie Polskim i Cesarstwie Rosyjskim w latach 1836-1861 legitymowali się następujący Krasnodębscy:
- Antoni syn Stanisława, wylegitymowany w roku 1843,
- Jakub Władysław ur. W Jaźwinach około 1815 roku, syn Antoniego i Salomei Borkowskiej, wylegitymowany w 1845 roku, pierwszażona  Eufemia Święcicką, druga żona Krystyna Helena Teresa Anna Arkuszewska,
- Kajetan, Stanisław i Wojciech, synowie Antoniego wnukowie Konstantego i Marianny z Irzykowiczów, którzy w roku 1736 nabyli od Konstantego Irzykowicza dobra Tosie, Lubiesza i Noski w woj. Podlaskim, wylegitymowani w 1841 roku,
- Po Piotrze, cześniku różańskim dziedzicu dóbr Wólka Kozołubska w roku 1712, prawnukowie Stefan i Walenty synowie Franciszka, wylegitymowani w roku 1850 oraz prawnuk  Antoni  Marceli Józef Stanisław Wojciech syn Macieja,
- Walenty Aleksander syn Antoniego, wnuk Jana, burgrabiego drohickiego w roku 1745, wylegitymowany w roku 1849,
- Mateusz, praprawnuk Samuela, dziedzica wsi Jabłonna Lacka w roku 1670, wylegitymowany w roku 1854,
- Józef i Aleksander synowie Józefa z Krasnodębów-Kasm wylegitymowani w Cesarstwie Rosyjskim w roku 1861.

## Znani Krasnodębscy

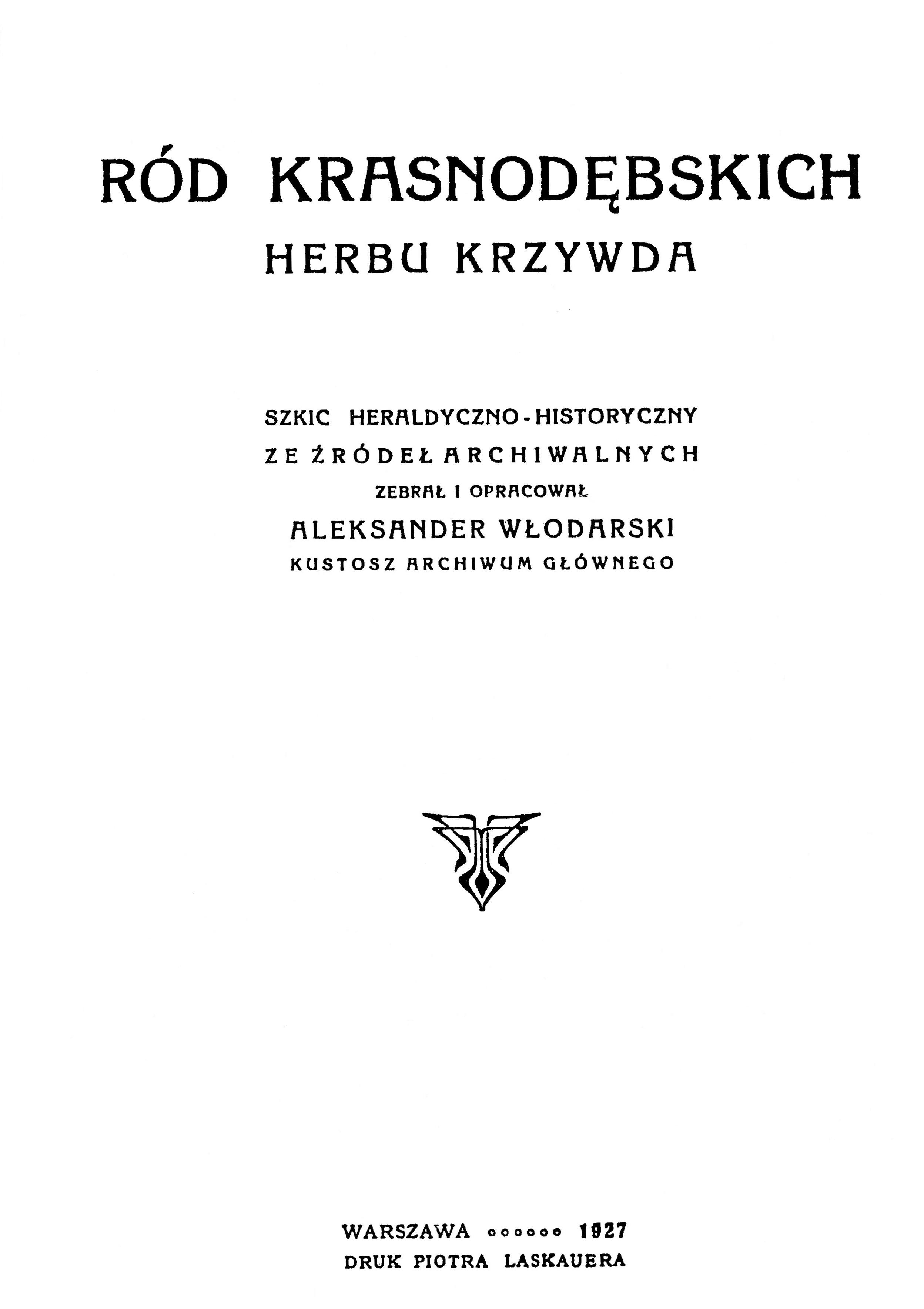
Strona tytułowa opracowania Aleksandra Włodarskiegp pt. Ród Krasnodębskich herbu Krzywda

- Adam Kwiryn Krasnodębski (1645-1702) – profesor Akademii Wileńskiej, autor Philosophia Aristotelis Explicata
- Jan Stanisław Krasnodębski (1751-1800) – dziedzic dóbr Jabłonna Lacka, poseł ziemi drohickiej na Sejm Czteroletni
- Piotr Krasnodębski (1876–1928) – malarz i grafik, członek warszawskiego Towarzystwa Zachęty Sztuk Pięknych  i Związku Artystów „Pro Arte”
- Bogna Krasnodębska-Gardowska (ur. 1900, zm. 1986) – polski artysta plastyk.
- Zdzisław Krasnodębski (ur. 1904 w Woli Osowińskiej, zm. 1980 w Toronto) – pułkownik dyplomowany, pilot, dowódca Dywizjonu 303.
- Ewa Krasnodębska (ur. 9 lipca 1925 w Warszawie) – polska aktorka teatralna i filmowa.
- Ryszard Krasnodębski (ur. 1925 w Talubie) – matematyk i ekonomista.
- Danuta Krasnodębska (ur. 1926 w Sarnach) – malarka pejzażystka i dekoratorka.
- Ireneusz Wojciech Krasnodębski (ur. 1946 w Warszawie) – profesor medycyny, chirurg, prodziekan Warszawskiego Uniwersytetu Medycznego
- Jan Paweł Krasnodębski (ur. 12 czerwca 1947 w Bytomiu) – polski prozaik i poeta.
- Zygmunt Krasnodębski (ur. 1950 w Szczecinie) – zasłużony pedagog  Ziemi Szczecińskiej
- Zdzisław Krasnodębski (ur. 1953) – polski socjolog, filozof społeczny, publicysta, doktor habilitowany, profesor Uniwersytetu w Bremie
- Małgorzata Krasnodębska-Tomkiel (ur. 1974 w Warszawie) – prezes Urzędu Ochrony Konkurencji i Konsumentów